# Patrick Nilan
Patrick Nilan (Sydney, 1941. június 30. – 2024. május 10.) olimpiai ezüst- és bronzérmes ausztrál gyeplabdázó.

## Pályafutása
Három olimpián vett részt az ausztrál válogatottal. Az 1964-es tokiói olimpián bronz-, az 1968-as mexikóvárosi játékokon ezüstérmes, az 1972-es müncheni olimpián ötödik helyezett lett a csapattal.

## Sikerei, díjai
- Olimpiai játékok
  - ezüstérmes: 1968, Mexikóváros
  - bronzérmes: 1964, Tokió